# Cantone di Grisolles
Il Cantone di Grisolles era una divisione amministrativa dell'arrondissement di Montauban.
È stato soppresso a seguito della riforma complessiva dei cantoni del 2014, che è entrata in vigore con le elezioni dipartimentali del 2015.
Comprendeva i comuni di:
- Bessens
- Canals
- Campsas
- Dieupentale
- Fabas
- Grisolles
- Labastide-Saint-Pierre
- Monbéqui
- Nohic
- Orgueil
- Pompignan